# Maria von Heland
Maria von Heland (Stoccolma, 1965) è una sceneggiatrice e regista svedese.

## Biografia
von Heland ha studiato in Inghilterra e in Francia. Laureata in giornalismo alla Rider University in New Jersey, ha studiato recitazione a New York e Parigi e ottenuto un Master of Fine Arts in Regia teatrale e cinematografica presso l'Istituto delle arti della California studiando con Alexander Mackendrick.

## Filmografia

### Sceneggiatrice

#### Cinema
- England!, regia di Achim von Borries (2000)
- The Rainbowmaker, regia di Nana Džordžadze (2008)
- Hilde, regia di Kai Wessel (2009)
- Hector e la ricerca della felicità (Hector and the Search for Happiness), regia di Peter Chelsom (2014)

#### Televisione
- Heirs of the Night  - serie TV, 13 episodi (2019)

### Sceneggiatrice e regista

#### Cinema
- Chainsmoker - cortometraggio (1998)
- Recycled (2000)
- Big Girls Don't Cry - La vita comincia oggi (Große Mädchen weinen nicht) (2002)
- Sök (2006)

#### Televisione
- Den som viskar - film TV (2006)
- Göttliche Funken - film TV (2014)
- Progetto d'amore (Eltern und andere Wahrheiten) - film TV (2017)
- So einfach stirbt man nicht - film TV (2019)
- Die Lehmanns und ihre töchter - film TV (2019)
- Nora Weiss (Solo für Weiss)  - serie TV, episodi 1x4-1x5 (2018-2020)

### Regista

#### Cinema
- Real Men Eat Meat - cortometraggio (1998)

#### Televisione
- Orka! Orka! - serie TV, episodi 10x12 (2004)
- All'improvviso... Gina (Frühstück mit einer Unbekannten) - film TV (2007)
- Die Sterntaler - film TV (2011)
- Der Teufel mit den drei goldenen Haaren - film TV (2013)
- Julia Durant ermittelt - serie TV, episodi 1x1 (2018)